# 鈴木一比古
鈴木 一比古（すずき かずひこ、1948年 - ）は、長野県出身の元アマチュア野球選手（内野手）。

## 来歴・人物
伊那北高等学校では、1966年夏の甲子園県予選準々決勝に進出するが、エース吉江喜一を擁する塚原高に完封負け。卒業後は明治大学に進学。東京六大学野球リーグでは一塁手として活躍。1969年春季リーグで8年振りに優勝を飾る。主軸であった星野仙一、池島和彦両投手が卒業し下馬評は高くなかったが、1年上の古屋英雄、同期の今井恒夫が好投、早大、法大を振り切った。同年の全日本大学野球選手権大会では東海大の上田二郎に抑えられ、2回戦敗退。ベストナイン（一塁手）に2回選出されている。大学同期に外野手の辻哲也らがいる。
大学卒業後は三協精機に入社。1971年の都市対抗では四番打者として起用される。光沢毅監督のもと長野県勢として初の準決勝進出を果たすが、新日鐵広畑の山中正竹（住友金属から補強）、三沢淳らの継投に抑えられ敗退。1974年には新設された社会人野球日本選手権に出場。大塚喜代美、樋江井忠臣の好投もあって決勝に進出。日本鋼管福山を降し優勝を飾る。この大会では優秀選手賞を獲得。1975年にはインターコンチネンタルカップ日本代表となり、社会人ベストナイン（一塁手）にも選出された。現役引退後は生家の割烹旅館を経営。